# Гигантский лесной пастушок
Гигантский лесной пастушок (лат. Aramides ypecaha) — вид птиц из семейства пастушковых (Rallidae). Подвидов не выделяют. Распространён в Южной Америке.

## Описание
Гигантский лесной пастушок — самый крупный представитель рода лесных пастушков, длина тела варьируется от 41 до 49 см (возможно до 53 см), две измеренные самки весили 565 и 765 г, а три самца — 655, 695 и 860 г. Длина крыла варьирует от 21,2 до 23,7 мм, а хвоста — от 80 до 92,5 мм. Половой диморфизм не выражен. Лоб и макушка пепельно-серые; задняя часть головы красновато-коричневая; затылок и задняя часть шеи каштанового или коричневатого цвета; бока шеи ярко-каштановые. Мантия, спина, плечи кроющие первостепенных маховых перьев зеленовато-оливковые. Нижняя часть спины коричневатая. Надхвостье и хвост чёрные. Уздечка, бровь, кроющие уха голубовато-серые. Подбородок и верхняя часть горла беловатые. Нижняя часть горла, бока шеи и центр груди голубовато-серые. Бока груди, тела и брюха коричневато-розовые. Центр брюха белого цвета. Радужная оболочка от красновато-коричневого до карминового-розового цвета. Клюв зеленовато-жёлтый с жёлтым или оранжевым основание и серовато-зелёным кончиком. Ноги и ступни от красного до карминово-розового цвета.
Гигантский лесной пастушок очень громкий, он кричит обычно по вечерам. По вечерам, а иногда и днём в пасмурную погоду, несколько птиц собираются вместе и создают удивительно мощный, даже оглушительный, хор криков, взвизгиваний и хрипов.

## Биология
Ведёт одиночный образ жизни, но иногда наблюдали парами или небольшими группами. Быстро бегает (быстрее человека), летает неохотно, но в случае опасности может взлетать на деревья на высоту до 15 м. Гигантский лесной пастушок обычно добывает корм в утренних и вечерних сумерках. Хотя это, как правило, скрытная птица, в поисках пищи она часто перемещается на несколько метров от укрытия на открытые места. Питается в основном членистоногими, но также семенами, фруктами и другим растительным материалом. Иногда в рационе преобладают моллюски.
Сезон размножения в Уругвае приходится на сентябрь — февраль. Гнездо из стеблей трав сооружается как на земле, так и на деревьях и кустарниках, обычно около воды. Внешний диаметр гнезда от 28 до 54 см, высота 13—15 см, глубина лотка 6—7 см. В кладке 4—7 яиц. Яйца овальной формы, обычно белого цвета, но встречаются кремовые, жёлтые, зелёные, оранжевые или розовые с коричневыми или красновато-коричневыми пятнышками; средние размеры яйца 50,7 х 36,2 мм. Насиживают в течение 24 дней оба родителя. Птенцы оставляют гнездо через 3—4 дня после выклева, начинают самостоятельно питаться через 3—4 недели, но остаются зависимыми от родителей в течение 8—9 недель. За сезон размножения может быть до трёх кладок.

## Распространение и места обитания
Гигантский лесной пастушок распространён в восточной Боливии, восточно-центральной и юго-восточной Бразилии, Парагвае, Уругвае и северо-восточной Аргентине. Обитает во влажных биотопах, таких как болота, поросшие лесом топи, галерейные леса, а также заросшие поля и пастбища вблизи воды.